# Gwiaździak podwyściółkowy olbrzymiokomórkowy

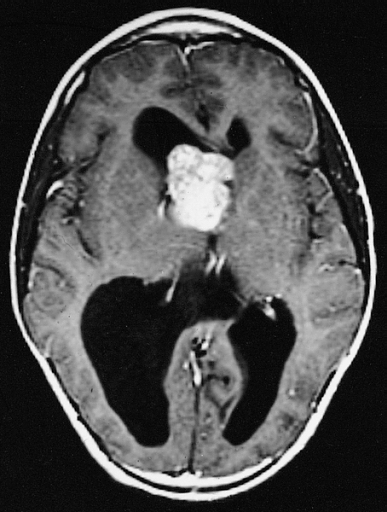
Obraz guza w tomografii komputerowej

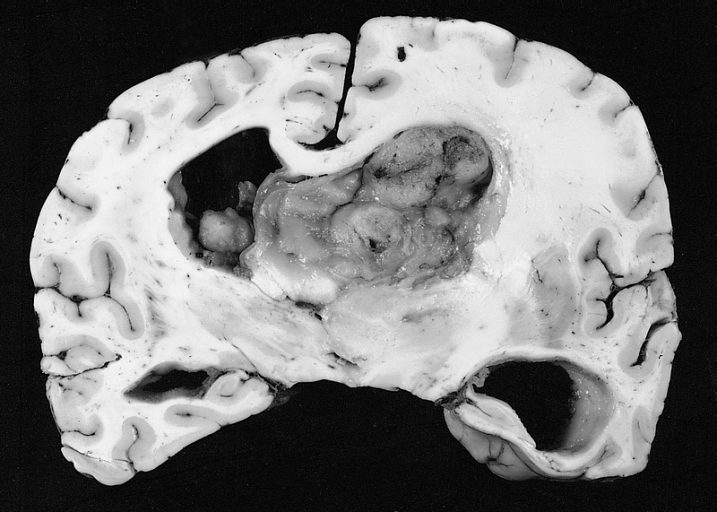
Obraz sekcyjny guza na przekroju czołowym mózgowia: masa guza wypełnia układ komorowy, poszerzając komory boczne

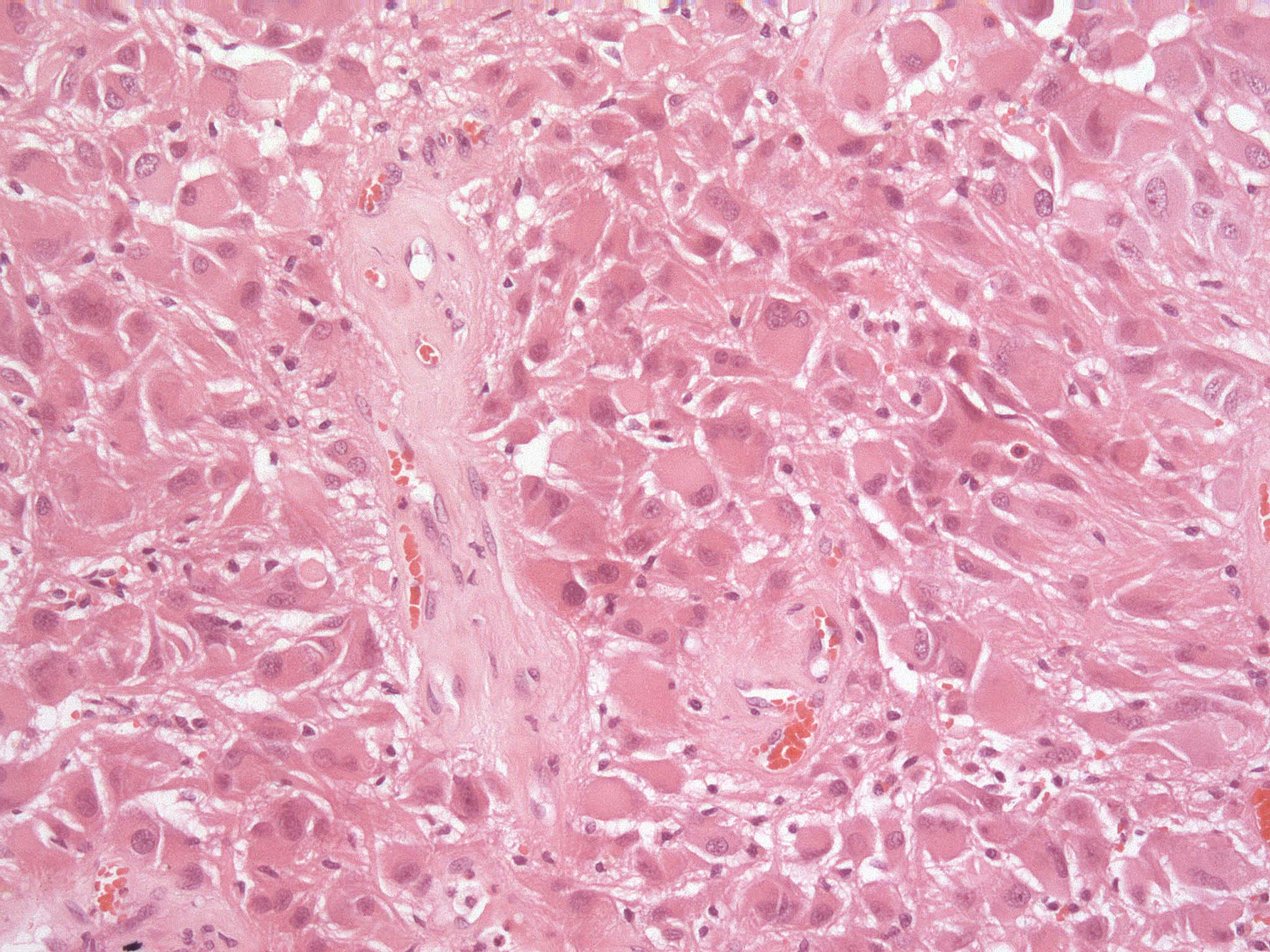
Obraz histologiczny guza SEGA, barwienie H-E

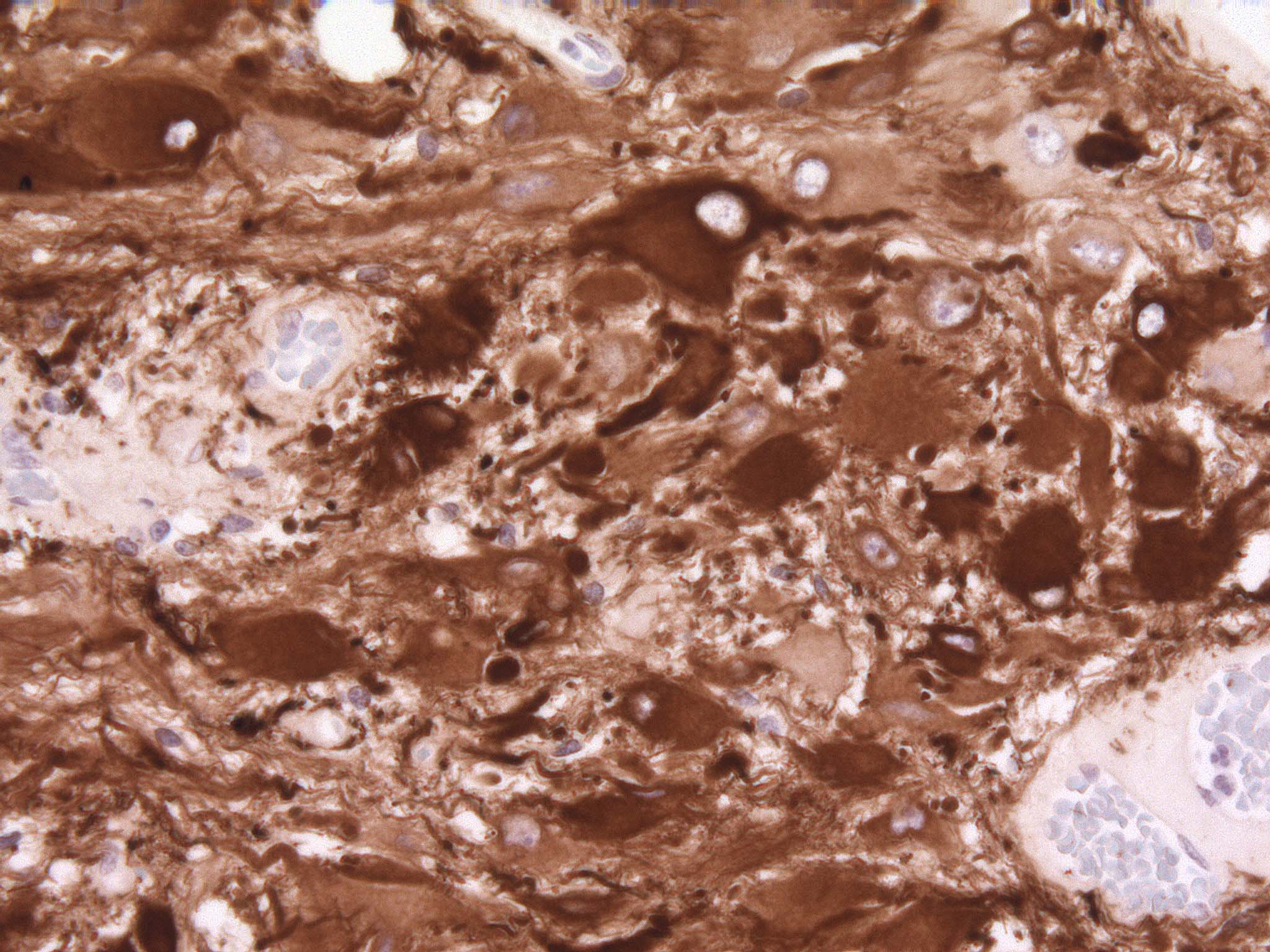
Obraz histologiczny SEGA, barwienie immunohistochemiczne na obecność GFAP

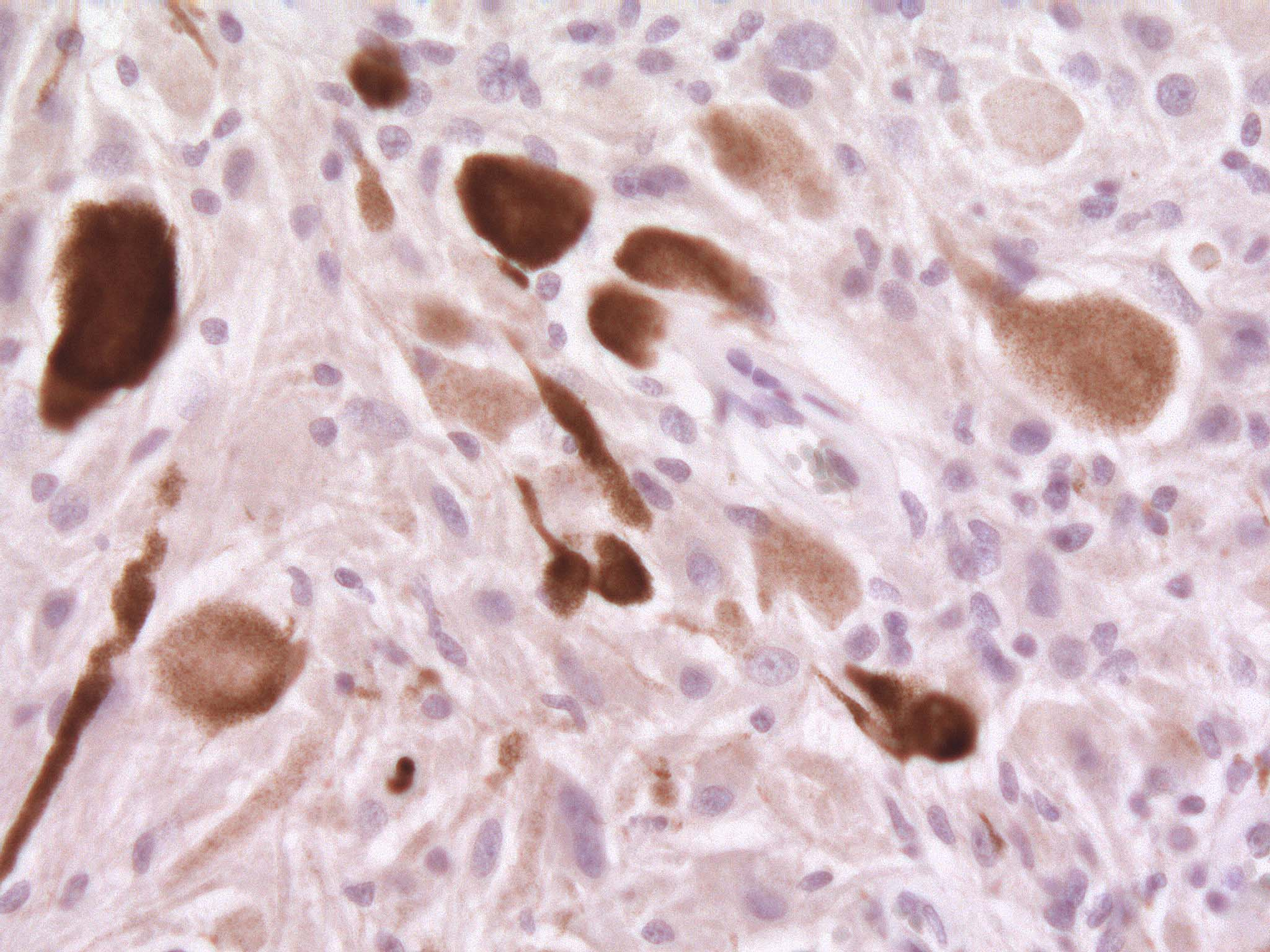
Obraz histologiczny SEGA, barwienie immunohistochemiczne na obecność neurofilamentów

Gwiaździak podwyściółkowy olbrzymiokomórkowy (dawniej: gwiaździak stwardnienia guzowatego, ang. subependymal giant cell astrocytoma, SEGA) – pierwotny guz mózgu pochodzenia astroglejowego, charakterystyczny dla stwardnienia guzowatego (sclerosis tuberosa). Jest guzem o umiarkowanej złośliwości (I° według WHO).

## Etiologia
W przypadkach współistniejących ze stwardnieniem guzowatym, przyczyną jest mutacja germinalna w genie TSC1 lub TSC2. 

## Epidemiologia
SEGA jest rzadkim nowotworem. Częstość guza wśród pacjentów ze stwardnieniem guzowatym szacuje się na 6-7%. Uważane za zmiany prekursorowe dla SEGA guzki podwyściółkowe (subependymal nodules) obserwowano u 88% chorych z TSC.

## Objawy i przebieg
Początek choroby często jest ostry, z objawami ciasnoty wewnątrzczaszkowej spowodowanej niedrożnością otworów Monro. 
W badaniach neuroobrazowych stwierdza się obecność guza o charakterystycznej lokalizacji, często z nawapnieniami. Guz jest dobrze odgraniczony od otoczenia, zwykle umiejscowiony jest częściowo w świetle komory bocznej. Makroskopowo obraz guza wpuklającego się do światłą komory określany jest jako "kapiąca stearyna" (candle guttering). W tomografii komputerowej jest izo- lub hipodensyjny, ulega wzmocnieniu kontrastowemu. W MRI w obrazach T1-zależnych jest izo- lub hipointesywny, w obrazach T2-zależnych jest hiperintensywny. 

### Obraz histologiczny
Utkanie guza składa się z dużych, zaokrąglonych komórek (giant cells), układających się wokół naczyń krwionośnych. Komórki te mają duże jądro ułożone mimośrodkowo. W guzie rzadkie są figury mitotyczne i ogniska martwicy. 

### Profil immunohistochemiczny
W badaniu immunohistochemicznym można wykazać zarówno obecność znaczników glejowych (odczyn na kwaśne białko włókienkowe o zmiennym nasileniu), jak i neuronalnych (neurofilamenty, β-tubulina). Odczyn na białko S-100 jest charakterystyczny, ale nieswoisty. Nie stwierdza się dodatniego odczynu na antygen HMB45. Indeks proliferacyjny komórek guza mierzony markerem Ki-67 wynosi około 1% (0,1-3,8%), co odpowiada aktywności proliferacyjnej typowej dla innych łagodnych guzów ośrodkowego układu nerwowego.

## Leczenie i rokowanie
Leczenie guza jest operacyjne i zwykle skuteczne, ponieważ nowotwór rzadko daje wznowy. Guz jest przypuszczalnie niewrażliwy na radioterapię. Rokowanie jest jednak niepewne.